# Polygonum milletii
Polygonum milletii là một loài thực vật có hoa trong họ Rau răm. Loài này được (H. Lév.) H. Lév. miêu tả khoa học đầu tiên năm 1916.